# Manuel Burgos (político)
Manuel Burgos (Luque, 3 de diciembre de 1871-Buenos Aires, 2 de julio de 1947) fue un político y abogado paraguayo, vicepresidente de Paraguay entre 1924 y 1928 durante el gobierno del presidente Eligio Ayala.

## Biografía
Nacido en Luque el 3 de diciembre de 1871, Cursó sus estudios en el Colegio Nacional de la Capital y egresó como doctor en Derecho y Ciencias Sociales en la Universidad Nacional de Asunción, en 1908. 
Obtuvo diploma de notario y escribano público. Ejerció la judicatura como juez en lo civil, miembro de la Cámara de Apelación y presidente del Superior Tribunal de Justicia. Se dedicó a la docencia, a la cátedra universitaria, al periodismo, a la magistratura judicial y a la política, en filas del Partido Liberal. 
Falleció el 2 de agosto de 1947, en momentos en que los paraguayos estaban enfrascados en una larga contienda civil.

## Vida política
Activó en política y fue presidente del Partido Liberal, también ocupó escaños en la Cámara de Diputados y en el Senado. En 1924, fue elegido vicepresidente de la República y como tal presidió el Senado. Conoció el exilio, y fue uno de los trabajadores de la defensa del Chaco.